# أبو بكر كامارا (لاعب كرة قدم فرنسي)
أبو بكر كامارا (بالفرنسية: Boubacar Kamara؛ مواليد 23 نوفمبر 1999) لاعب كرة قدم فرنسي يلعب مدافعًا لنادي أستون فيلا الإنجليزي و‌منتخب فرنسا.
سبق له أن لعب مع أولمبيك مارسيليا.

## وصلات خارجية
- أبو بكر كامارا على موقع الاتحاد الأوربي (الإنجليزية)
- أبو بكر كامارا على موقع رابطة كرة القدم الفرنسية للمحترفين (الإنجليزية)
- أبو بكر كامارا على موقع إي إس بي إن إف سي (الإنجليزية)
- أبو بكر كامارا على موقع قاعدة بيانات كرة القدم.إي يو (الإنجليزية)
- أبو بكر كامارا على موقع ليكيب (الفرنسية)
- أبو بكر كامارا على موقع ناشيونال فوتبول تيمز (الإنجليزية)
- أبو بكر كامارا على موقع Soccerbase.com (لاعب) (الإنجليزية)
- أبو بكر كامارا على موقع Soccerway.com (الإنجليزية)
- أبو بكر كامارا على موقع عالم كرة القدم.نت (الإنجليزية)
- أبو بكر كامارا على موقع AS.com (الإسبانية)